# 流域面積
流域面積（りゅういき めんせき、英語：the size of a catchment area ）は、地理学等の分野における専門用語の１つ。
ある河川に対して、降水（雨や雪）が集まる（流れ込む）範囲を流域と言い、その面積を流域面積と言う。集水面積（しゅうすい めんせき）という表現もある。

## 概説
流域面積と河川の流量・水量は比例する関係にある（実際には、降水量などの気候に左右される）。したがって、河川規模を示す指標としては「長さ」よりも適切な場合が多い。
「その河川の水面の総面積」ということではない。
降水が、山脈の北側は日本海、南側は太平洋に流れるような場合、その山脈を分水嶺と呼ぶ。水は標高の低いほうへ流れるため、流域の境目は必然的に標高が周囲より高い。
流域面積が世界最大の河川は、アマゾン川である。日本では、関東地方の大半を流域とする利根川が最大である。

## 流域面積の統計
世界
| 順位 | 河川名                    | 流域面積      |
| 1    | アマゾン川                | 7,050,000 km2 |
| 2    | コンゴ川                  | 3,680,000 km2 |
| 3    | ミシシッピ川 - ミズーリ川 | 3,250,000 km2 |
| 4    | ラプラタ川 - パラナ川     | 3,100,000 km2 |
| 5    | ナイル川                  | 2,870,000 km2 |
| 6    | エニセイ川                | 2,700,000 km2 |
| 7    | オビ川                    | 2,430,000 km2 |
| 8    | レナ川                    | 2,420,000 km2 |
| 9    | アムール川                | 1,855,000 km2 |
| 10   | 長江                      | 1,807,000 km2 |

上位10位まで、"The Times Atlas of the World, 2004" による。
日本
| 順位 | 河川名   | 流域面積   |
| 1    | 利根川   | 16,840 km2 |
| 2    | 石狩川   | 14,330 km2 |
| 3    | 信濃川   | 11,900 km2 |
| 4    | 北上川   | 10,150 km2 |
| 5    | 木曽川   | 9,100 km2  |
| 6    | 十勝川   | 9,010 km2  |
| 7    | 淀川     | 8,240 km2  |
| 8    | 阿賀野川 | 7,710 km2  |
| 9    | 最上川   | 7,040 km2  |
| 10   | 天塩川   | 5,590 km2  |

上位10位まで、国土交通省資料による。

### 引用文献
統計数値
- 国立天文台『理科年表 平成20年』（第81冊）丸善、2007年11月30日、1034頁。ISBN 978-4-621-07902-7。